# Ctenomys brasiliensis
Espèce
Statut de conservation UICN

 DD  : Données insuffisantes
Ctenomys brasiliensis est une espèce qui fait partie des rongeurs de la famille des Ctenomyidae. Comme les autres membres du genre Ctenomys, appelés localement des tuco-tucos, c'est un petit mammifère d'Amérique du Sud bâti pour creuser des terriers. Ce rongeur est endémique du Brésil où, d'après UICN, les populations sont peut-être en danger.
L'espèce a été décrite pour la première fois en 1826 par le zoologiste français Henri-Marie Ducrotay de Blainville (1777-1850).
Le Ctenomys brasiliensis fait l'objet d'une description par Charles Darwin lors de son passage en Uruguay en 1832. Le rongeur est alors désigné sous le nom de tucutuco : "Le tucutuco est un curieux petit animal qu'on peut décrire en un mot: un rongeur ayant les habitudes de la taupe." (Voyage d'un naturaliste autour du monde, Charles Darwin)